# Carlo Carpinelli
Carlo Carpinelli (Orvieto, 20 aprile 1947) è un politico italiano.

## Biografia
Esponente del Partito Democratico della Sinistra, viene eletto per la prima volta senatore nel marzo del 1994; è rieletto anche nella successiva legislatura, nell'aprile del 1996, in entrambi i casi vincendo nel collegio uninominale di Orvieto. Termina il proprio mandato parlamentare nel 2001.
Nel giugno 2004 è stato eletto consigliere comunale a Orvieto nelle file dei Democratici di Sinistra, ottenendo 395 preferenze; poche settimane dopo viene nominato vicesindaco, carica da cui si dimette nella primavera del 2007.